# Fijnkorrelknikmos
Fijnkorrelknikmos (Bryum gemmiferum) is een soort uit het geslacht knikmos (Bryum). Het komt voor op allerlei soorten bodems.

## Determinatie
De kleine, geelgroene broedknoppen hebben gekromde, spitse bladprimordia tot 2/3 van de lengte van de broedknop.

## Ecologie
Fijnkorrelknikmos lijkt een soort van zwaklemig tot lemig zand en van lichte zavel en komt niet of weinig voor op zware klei en epilitische standplaatsen.

## Verspreiding
In Nederland komt fijnkorrelknikmos vrij algemeen voor. Het staat niet op de rode lijst en is niet bedreigd. De oudste Nederlandse vondst dateert van 1951 en fijnkorrelknikmos lijkt zich, evenals geelkorrelknikmos en grofkorrelknikmos, snel te hebben uitgebreid na 1950. Wellicht is er nog steeds sprake van verwarring met grofkorrelknikmos. Vormen met broedknollen worden opgegeven uit België. 
Het verwante glanzend korrelknikmos met gelige broedknoppen met rudimentaire bladprimordia kan ook in Nederland worden gevonden.

## Foto's

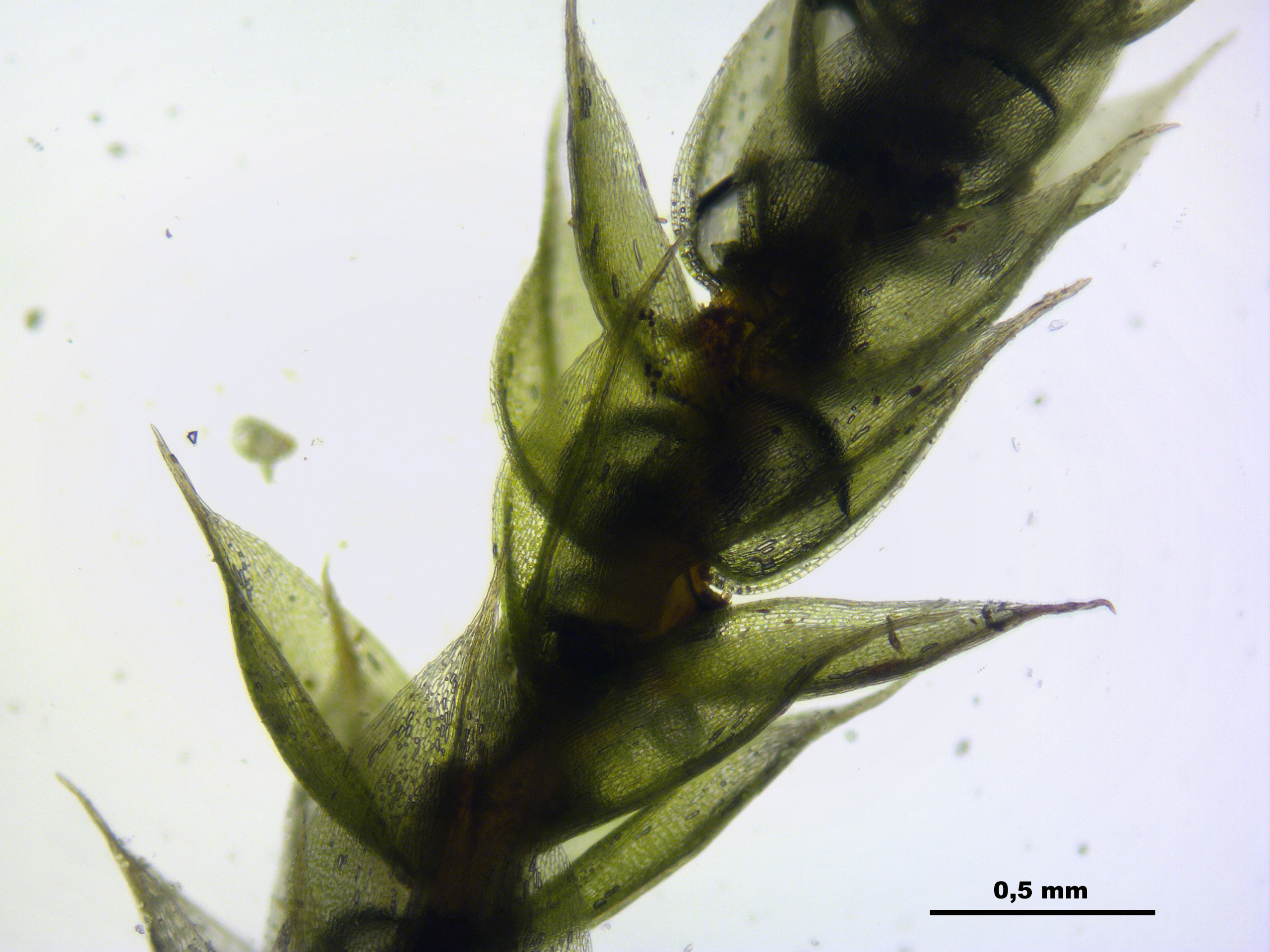
Stengel met bladeren
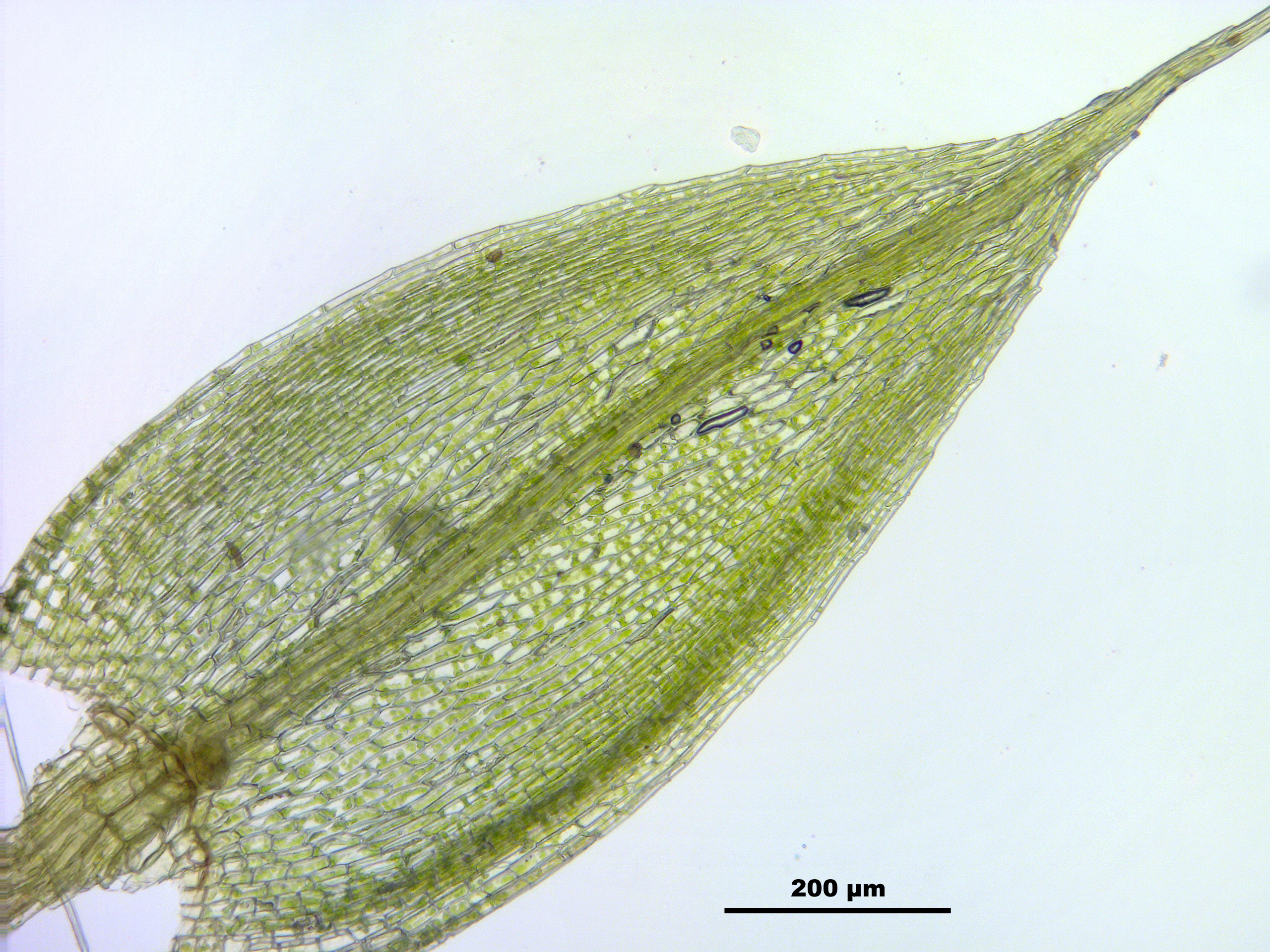
Blad
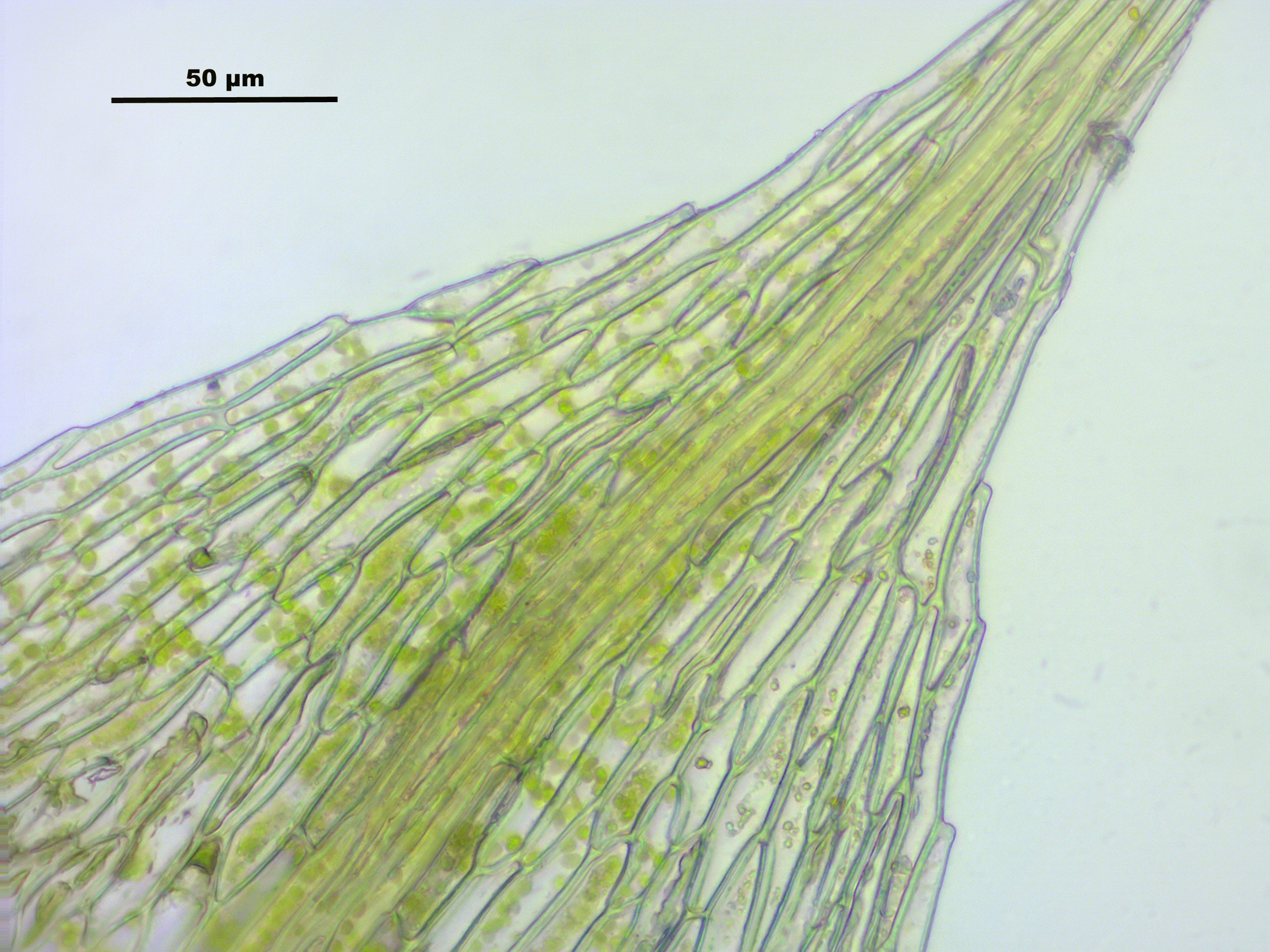
Bladcellen top
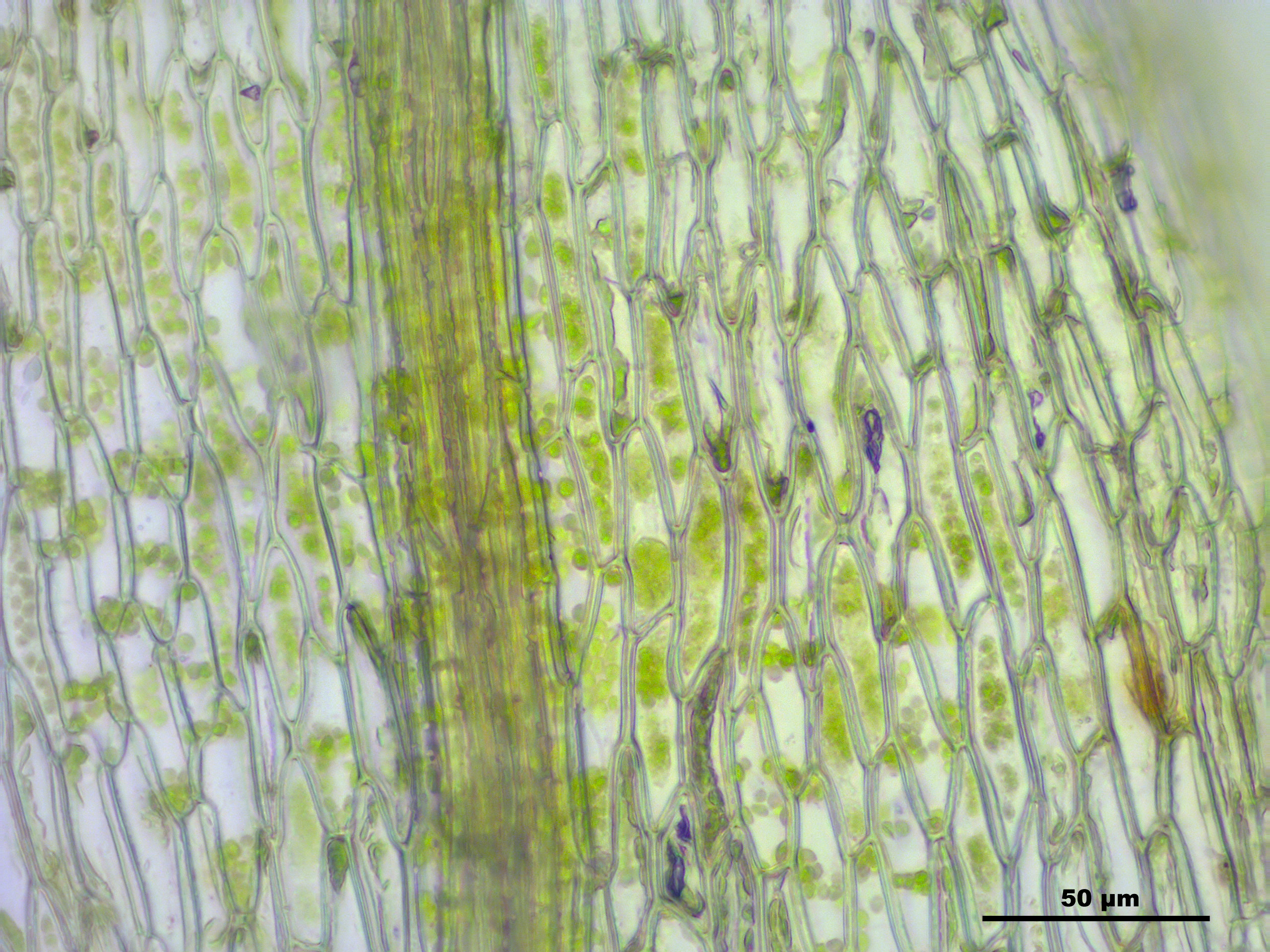
Bladcellen midden
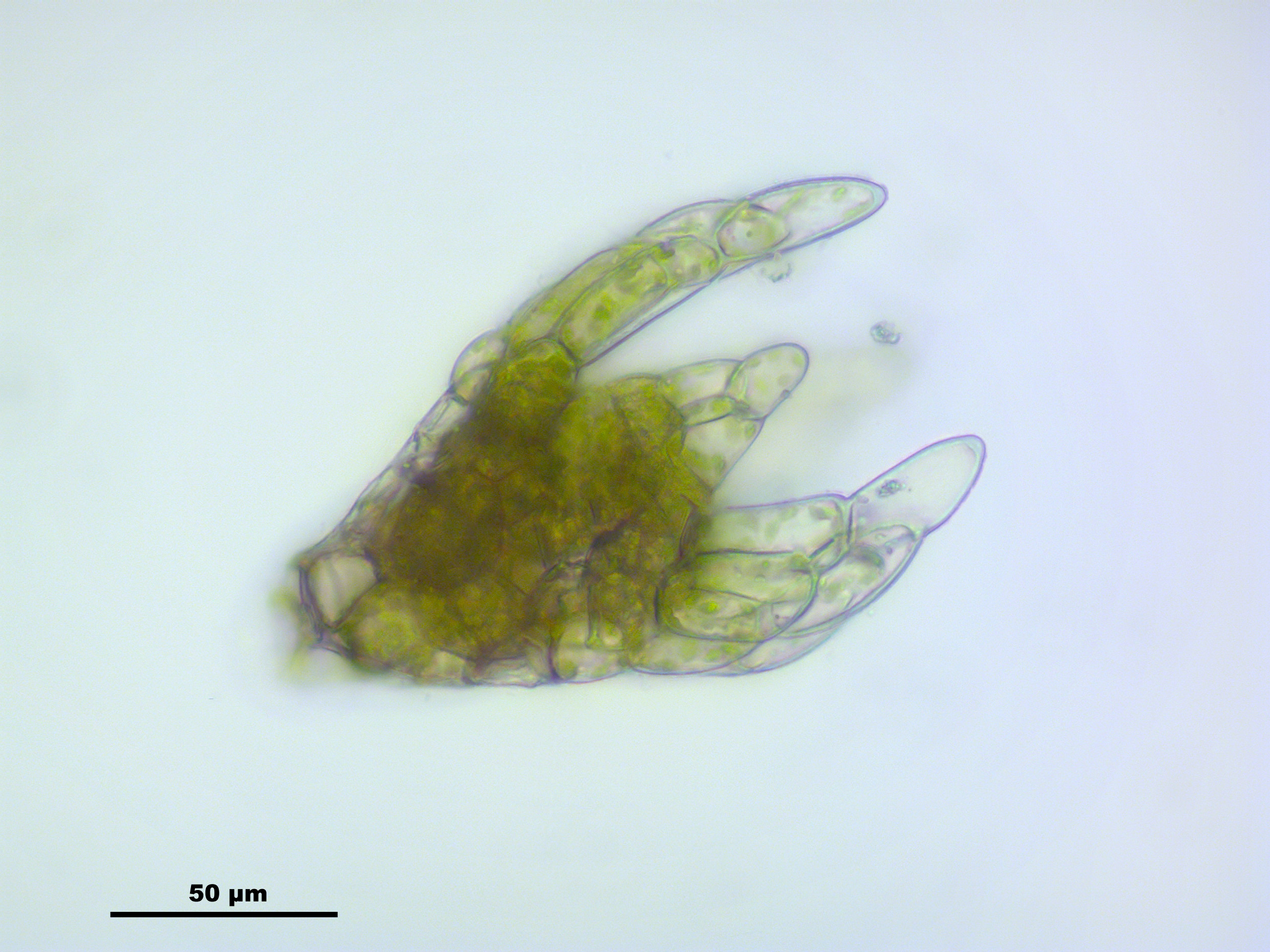
Broedlichaam